# David Lee Thompson
David Lee Thompson (Fargo (North Dakota), 1951) is een Amerikaanse beeldhouwer, assemblagekunstenaar en dichter.

## Leven en werk
Thompson groeide op in Devils Lake, North Dakota. Van 1969 tot 1975 studeerde hij beeldhouwkunst bij Lyle Laske aan het Moorhead State College in de staat Minnesota (1975 Batchelor of Art Sculpture). Hij werkte in 1975 als assistent bij Phillip MacCracken op Guerness Island in de staat Washington. Hij vervolgde zijn beeldhouwopleiding tot 1977 aan het  College of Fine Arts van de Cornell Universiteit bij Jason Seley in Ithaca (New York) (1977 Master of Fine Arts).
In 1977 vertrok Thompson naar Berlijn, waar hij van 1979 tot 1983 studeerde aan de Hochschule der Künste Berlin bij David Evison en Phillip King, een bezoekend hoogleraar en een van de bekendste leerlingen van Anthony Caro (1983 Meisterschüler). In 1982 stichtte hij met vijf medestudenten, Klaus Duschat, Klaus H. Hartmann, Gisela von Bruchhausen, Hartmut Stielow en Gustav Reinhardt de Groep ODIOUS. De zes kunstenaars werkten vele jaren in een gezamenlijk atelier in Berlijn en exposeerden regelmatig als kunstenaarsgroep.
Thompson werkte aanvankelijk met metalen als staal en ijzer, maar in toenemende mate in combinatie met (afval)materiaal als glas, rubber, steen, maar ook met kunststof (vaak nog in de oorspronkelijke kleuren). Dat gaf zijn sculpturen/plastiek een speelse lichtheid. Zijn werk was verwant aan: Dada, Surrealisme en Pop-art.
In 1984 was hij deelnemer aan de tentoonstelling "Amerikanische Künstler in Berlin" in het Amerika-Haus Berlin. Hij werd uitgenodigd voor exposities in de Verenigde Staten, Spanje, India, Oostenrijk en in vele steden in Duitsland. Ook deed hij regelmatig mee aan beeldhouwersymposia:
- in 1990 met onder anderen Wolfram Schneider, Klaus Duschat, Cornelia Weihe en Leonard Wübbena het 3. Ostfriesisches Bildhauer-Symposion voor staalbeeldhouwers in Wittmund
- in 1993 het symposium Stahlplastik in Deutschland van de Staatliche Galerie Moritzburg in Halle met onder anderen Bernhard Heiliger, Werner Pokorny, Heinz-Günter Prager en Wilfried Hagebölling)
- in 1994 met onder anderen Klaus Duschat, Wilfried Hagebölling, Bernhard Luginbühl, Werner Pokorny en Leonard Wübbena aan het 4. Ostfriesisches/2. Wittmunder Bildhauer-Symposion voor staalbeeldhouwers in Wittmund
- in 1997 in Schorndorf "Sechs Plätze - Sechs Bildhauer")
- in 1999 bij de Kunstverein Springhornhof Neuenkirchen in Neuenkirchen op de Lüneburger Heide.

In 2008 is Thompson weer naar de Verenigde Staten teruggekeerd. Hij leeft en werkt in Boston.

## Werken (selectie)
- 1982 : Bell Hop, Kirchheimer Kunstweg in Kirchheim unter Teck
- 1984 : The Death of the Bow and Arrow-Bison-Hunt came with the Iron Horse, beeldenroute Kunstpfad Universität Ulm in Ulm
- 1984 : Intrusion or Expansion, beeldenroute Schulzentrum Schölkegraben in Salzgitter
- 1985 : Be-Züge, buitencollectie Kunstverein Springhornhof in Neuenkirchen (Lüneburger Heide) (met de Groep Odious)
- 1986 : International Harvester, beeldenpark Skulpturengarten AVK in Berlijn
- 1987 : Navy Rum Sundown on a Chain Guard Yard, Lalit Kala National Academy of Art in Delhi, India
- 1987 : Hello Dolly Dolly - Garhi Horizons in a Rush Hour Dust in Delhi, India
- 1990 : In the Eye of the Hurricane - Call me the breeze if you please, Skulpturengarten Funnix in Wittmund-Funnix
- 1993 : And the Teardrop Explodes in beeldenpark Skulpturenpark Katzow in Katzow
- 1994 : Madonna auf der Werft of Donna's Mad When Love Comes to Town, beeldenroute Kunstmeile Wittmund in Wittmund
- 1997 : Swan Song, Still Unplugged in Schorndorf, beeldenroute Skulpturen-Rundgang Schorndorf in Schorndorf
- 2004 : Taiwan Narrative Rendering in Kaohsiung, Taiwan

## Fotogalerij

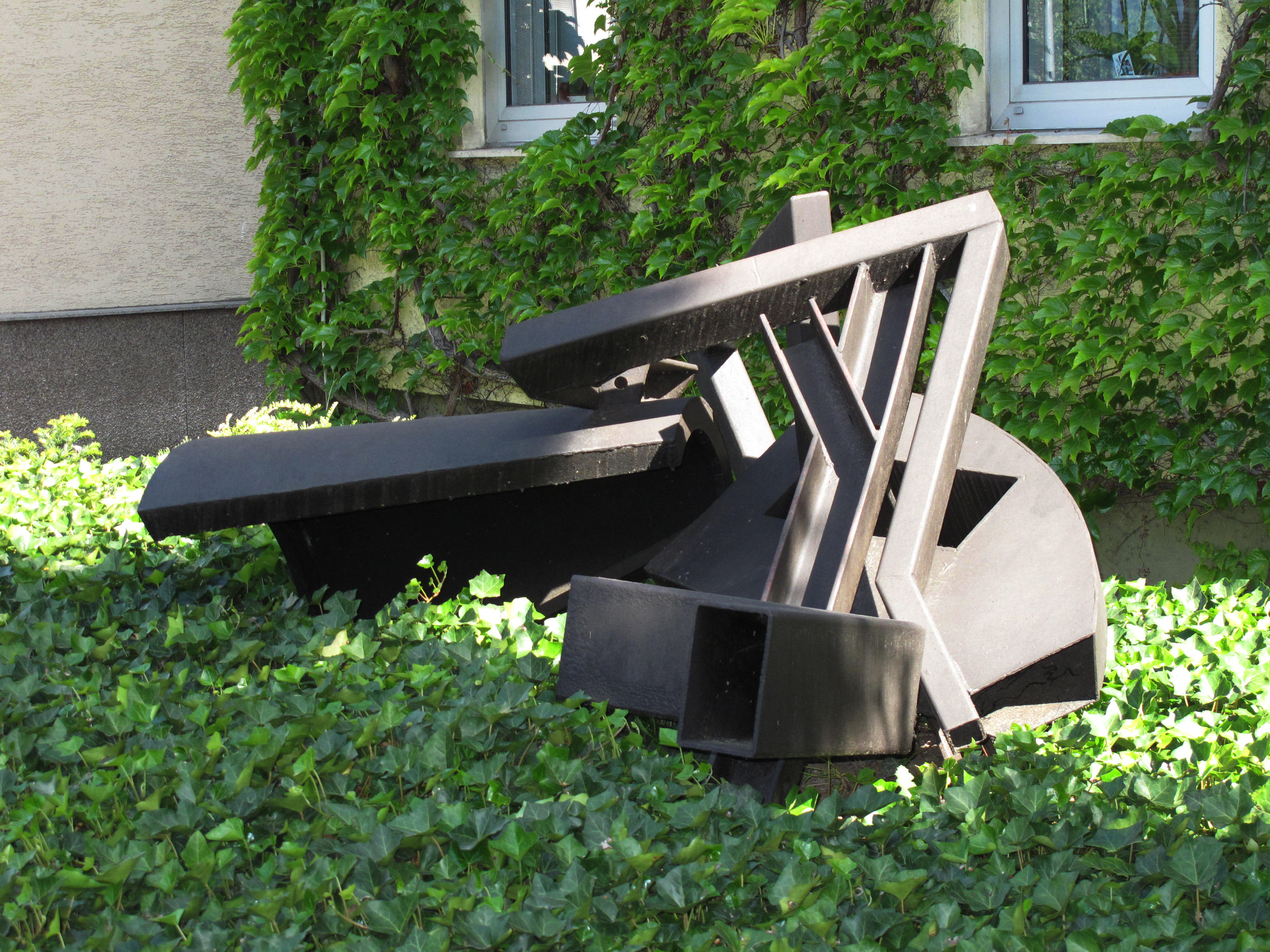
Bell Hop (1982) in Kirchheim unter Teck
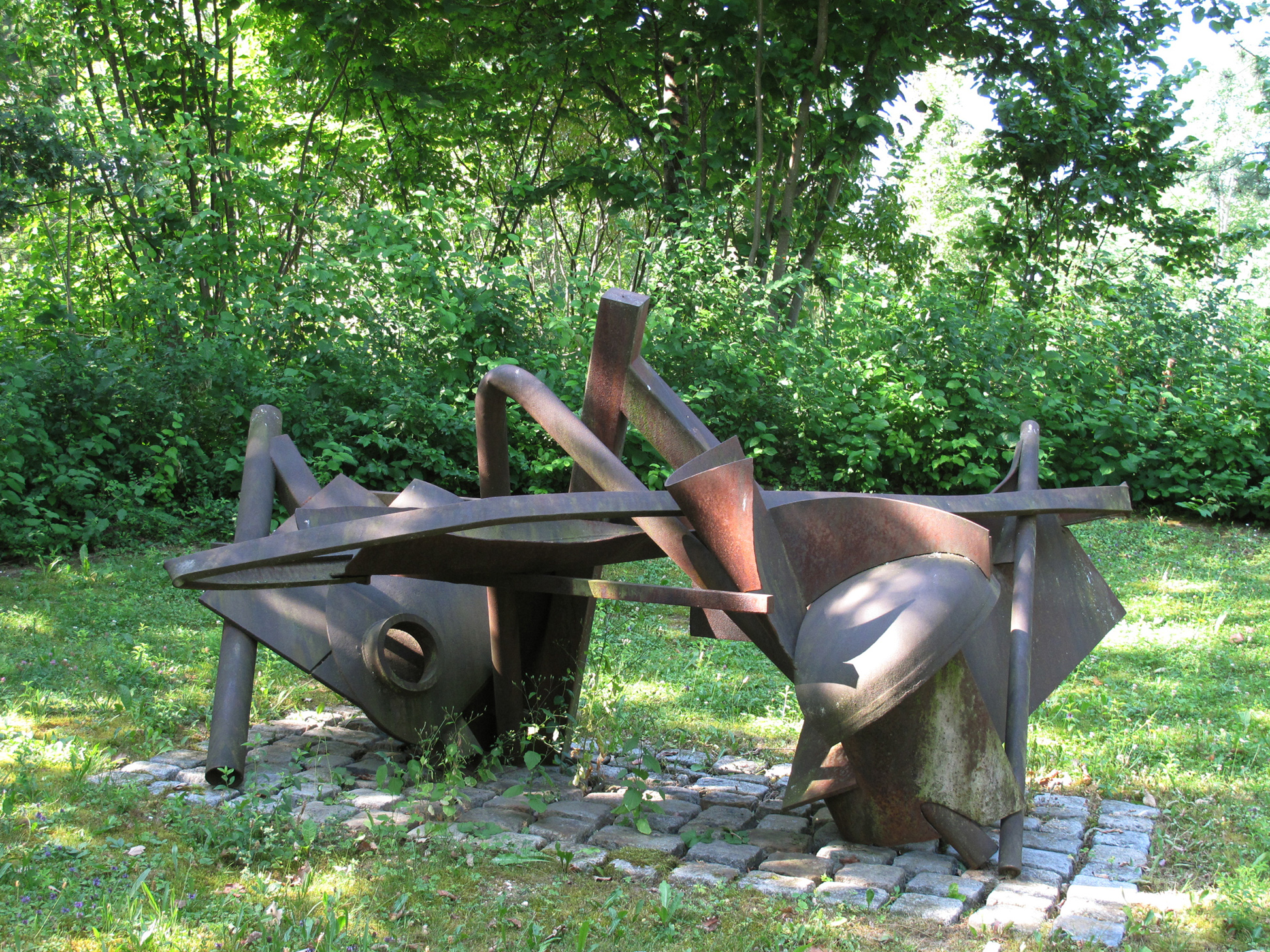
The Death of the Bow and Arrow-Bison-Hunt came with the Iron Horse (1984) in Ulm
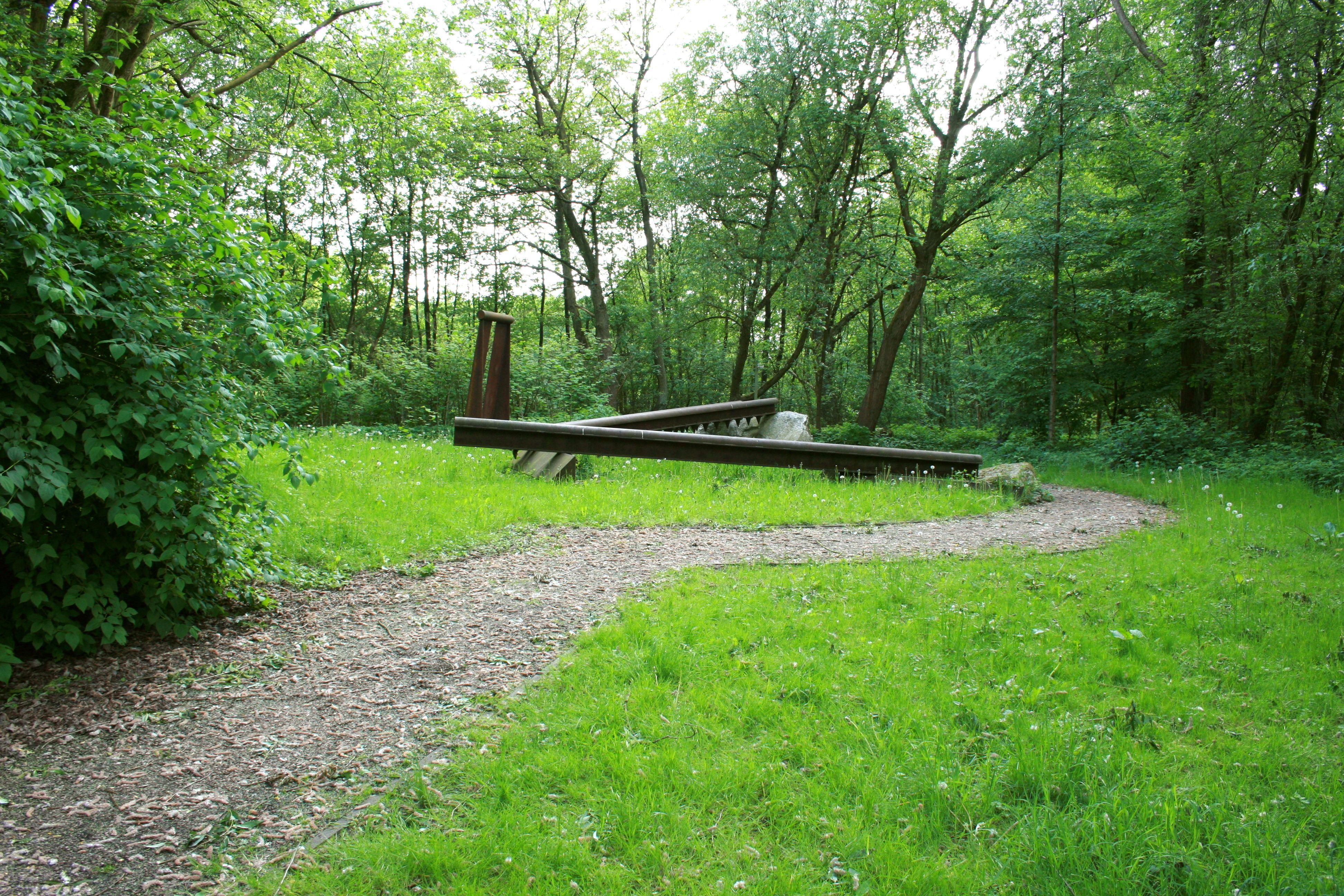
Be-Züge (1985) in Neuenkirchen
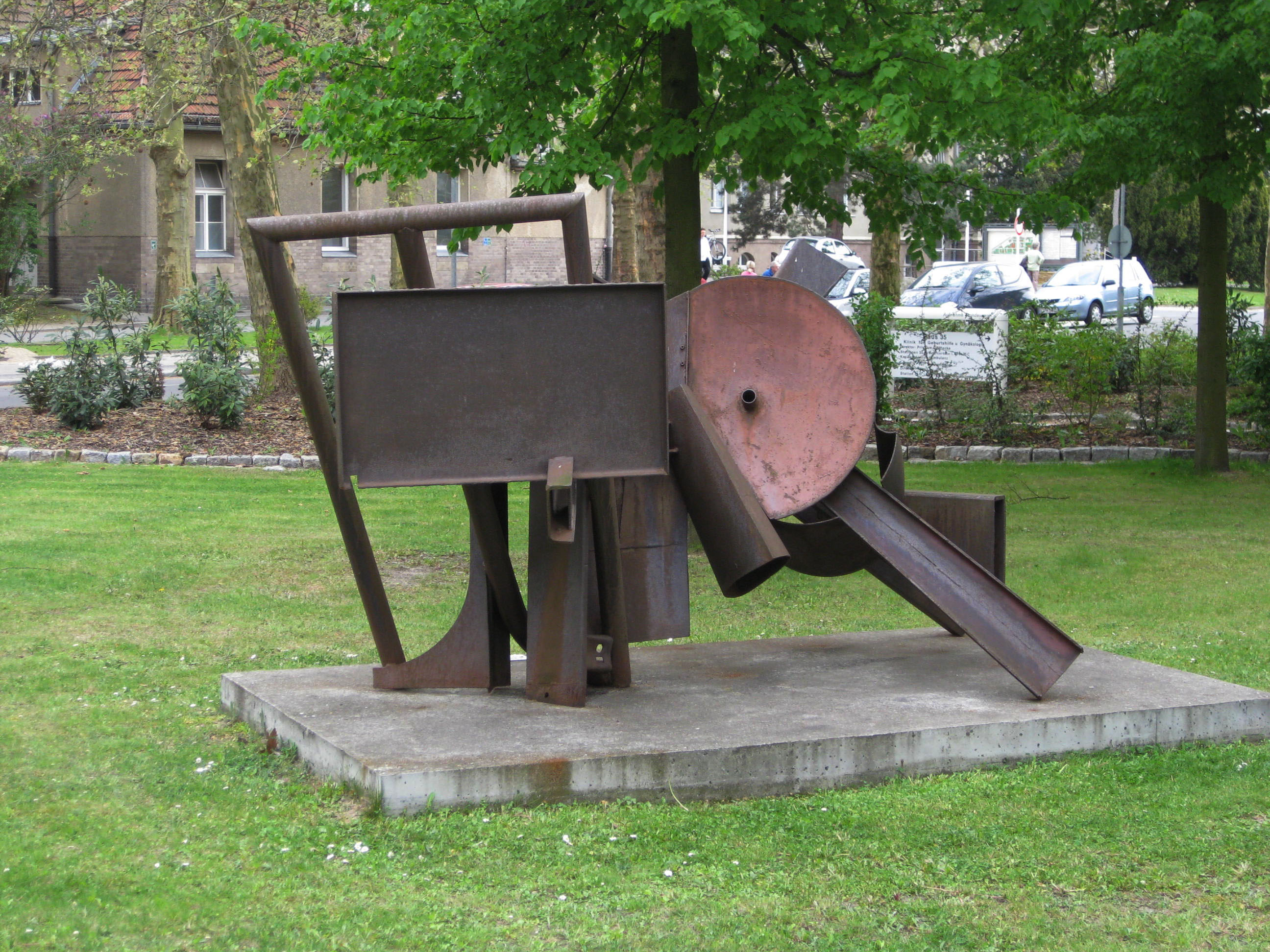
International Harvester (1986) in Berlijn
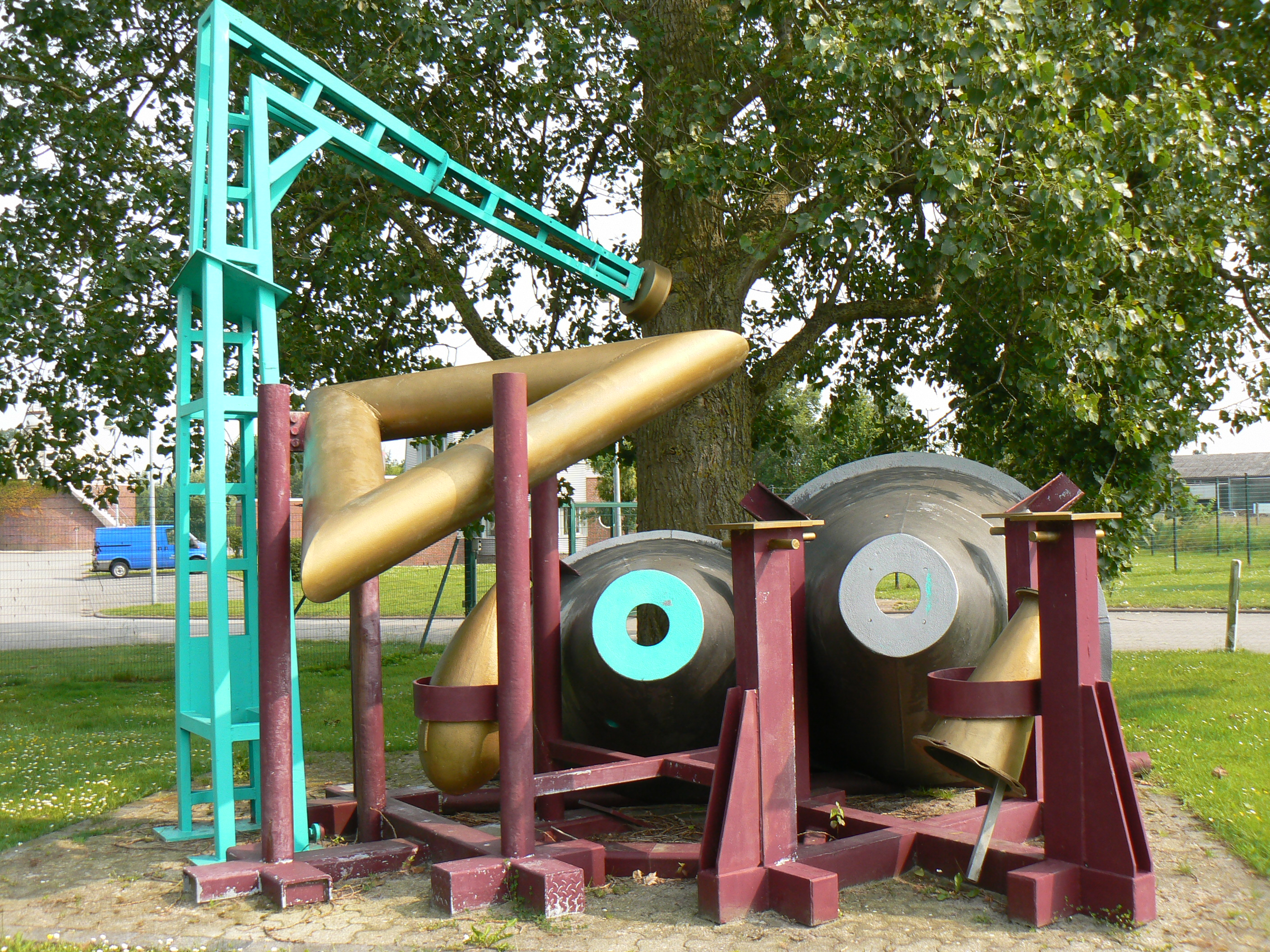
Madonna auf der Werft (1994) Wittmund/Ostfriesland
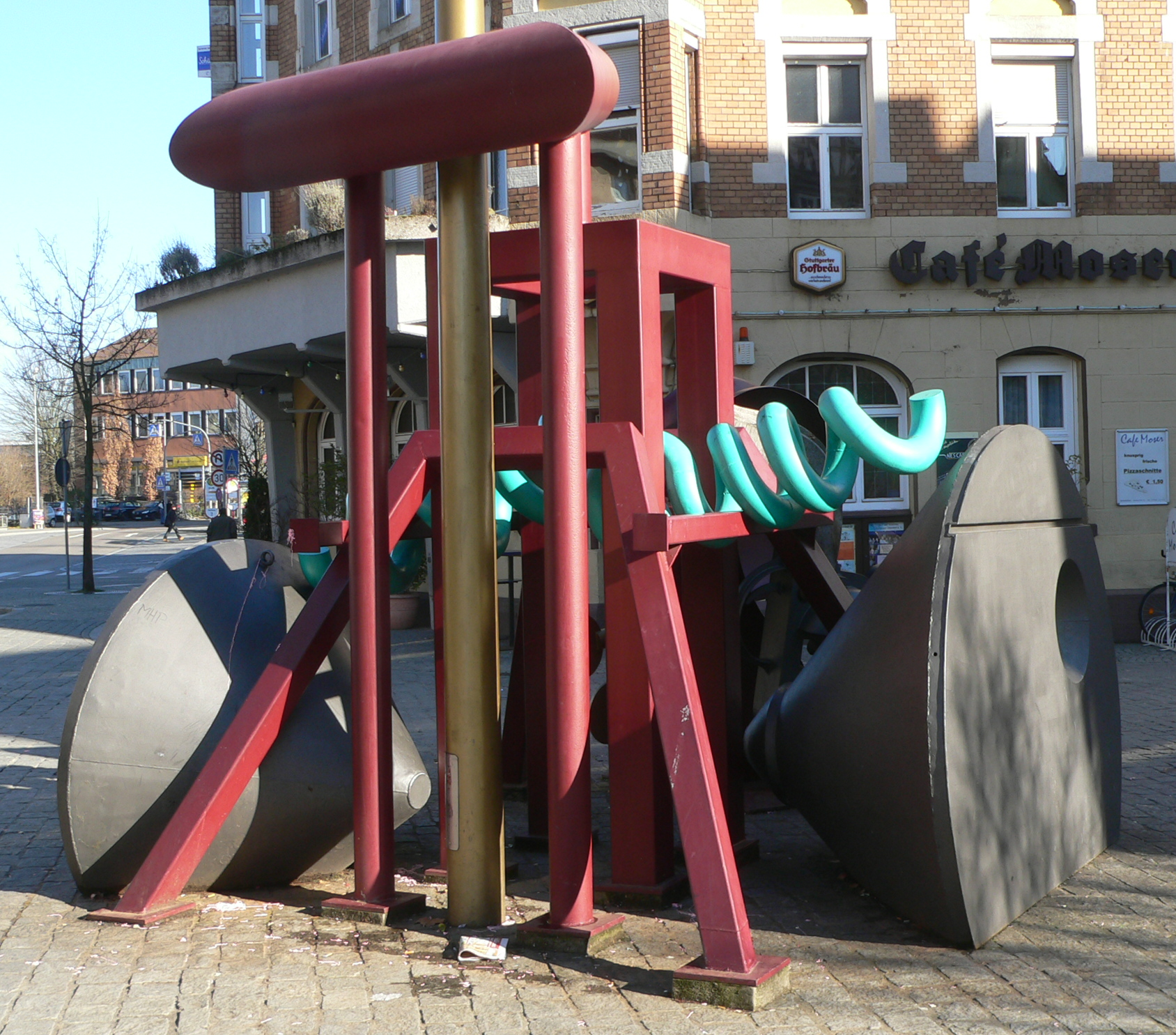
Swan Song, Still Unplugged in Schorndorf (1997)
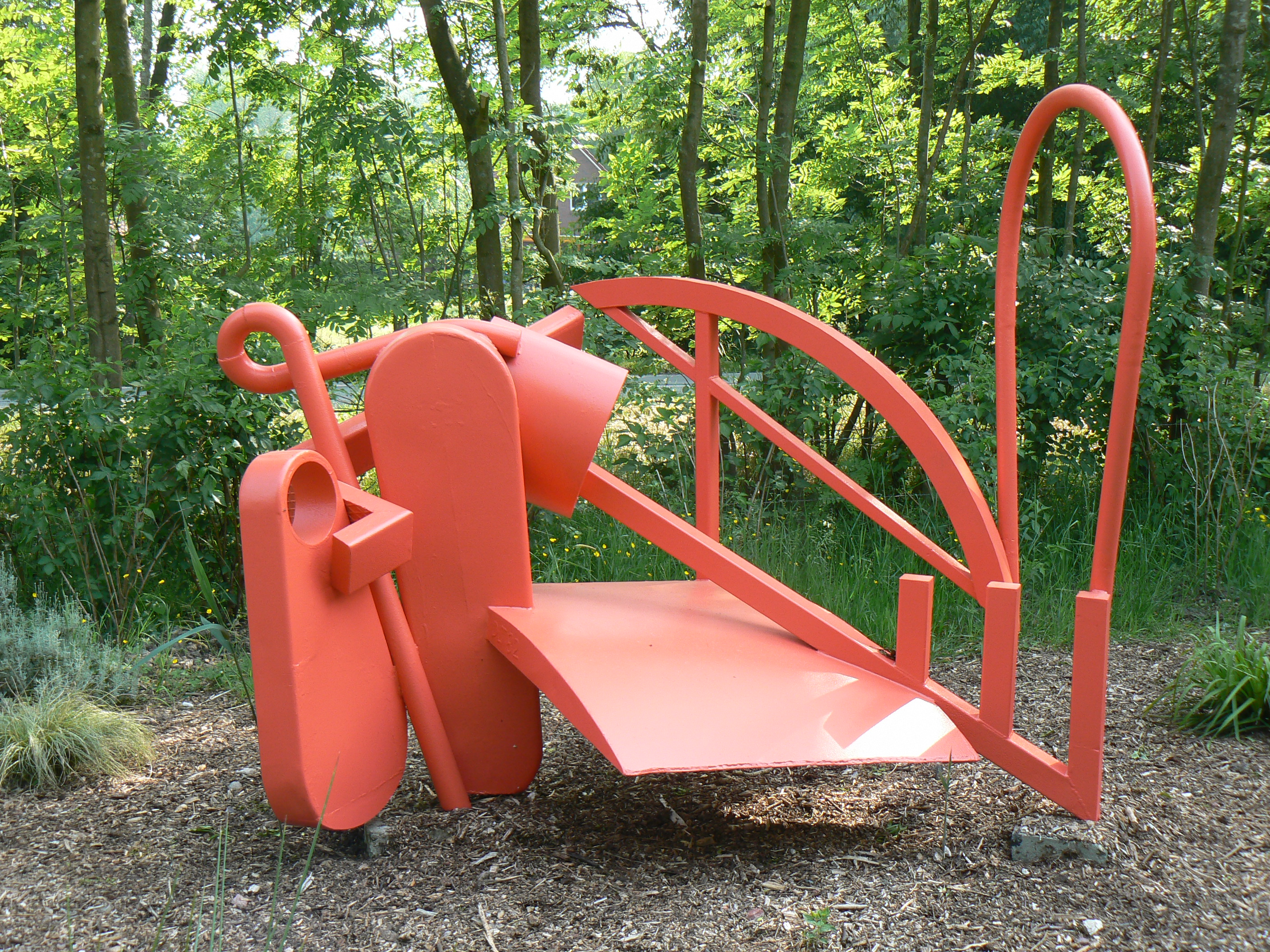
Fruit Loop (1982/2008) Sammlung Wübbena in Funnix